# Línia R15
La línia R15 (anteriorment Ca3) és un servei de ferrocarril regional entre Barcelona Estació de França i Riba-roja d'Ebre per Tarragona i Reus de Rodalies de Catalunya, de la Generalitat de Catalunya, i operada per Renfe Operadora que circula a través de línies de ferrocarril de via d'ample ibèric d'Adif.

## Història
La història de la línia R15 de Barcelona a Tarragona, Reus i Riba-roja d'Ebre està lligada estretament a l'antiga línia anomenada dels directes de Barcelona a Saragossa i Madrid, encara que el seu traçat actual utilitza seccions provinents de diferents companyies.
Així, la secció inicial de Barcelona a Sant Vicenç de Calders, per les costes de Garraf, va ser construïda a partir del 1881 per la companyia del ferrocarril de Valls a Vilanova i Barcelona (vegeu línia R13), encara que fins al 1887 els trens no van arribar a l'estació de França, ja que acabaven a la primitiva estació de Sant Beltran al port de Barcelona.
Durant molt anys els trens de Barcelona a Saragossa, per Móra la Nova, utilitzaven la línia directa de Roda de Berà a Reus, que va funcionar durant un segle (fou inaugurada el 1884 i va ser clausurada el 1984), però aquestes darreres dècades s'ha optat per potenciar els serveis regionals a través de les línies de Sant Vicenç a Tarragona (1865) i de Tarragona a Reus (1856).
A partir de Reus els trens segueixen un dels traçats més espectaculars de Catalunya, ja que va ser la darrera gran línia ferroviària clàssica que es va construir al país, i té com a obra emblemàtica el conegut túnel de l'Argentera, que permet accedir a la vall de l'Ebre. La seva dificultosa perforació va endarrerir notablement l'entrada en servei de la línia. Així, la primera secció entre Reus i Marçà-Falset va ser inaugurada el 1890 i la van seguir les seccions de Marçà-Falset a Móra la Nova (1891), de Móra la Nova a Faió (1892, de Faió a Casp i la Pobla d'Híxar (1893), i de la Pobla d'Híxar a Samper de Calanda (1894) on ja enllaçava amb les vies provinents de Saragossa.
Les diferents seccions van ser integrades dins la companyia MZA i el 1941 van passar a dependre de la nova companyia estatal Renfe. A partir dels anys 50 el traçat va ser progressivament modernitzat i electrificat, fins i tot es construirien algunes variants a causa dels nous embassaments de l'Ebre. Durant els darrers anys la línia s'utilitza bàsicament per als serveis regionals i de mercaderies.

## Línies per on transcorre el servei
- Línia Barcelona-Vilanova-Valls (Barcelona via túnel d'Aragó - Sant Vicenç de Calders)
- Línia Barcelona-Martorell-Vilafranca-Tarragona (Sant Vicenç de Calders - Tarragona)
- Línia Tarragona-Reus-Lleida (Tarragona-Reus)
- Línia Reus-Casp (Reus - Riba-roja d'Ebre)

| Estació                     | Municipi                  | Correspondències | Serveis                                                           |
| --------------------------- | ------------------------- | ---------------- | ----------------------------------------------------------------- |
| Barcelona-Estació de França | Barcelona                 |                  | Aparcament · Servei d'autobús urbà                                |
| Barcelona-Passeig de Gràcia | Barcelona                 |                  | Aparcament · Servei d'autobús urbà                                |
| Barcelona-Sants             | Barcelona                 |                  | Aparcament · Ascensor · Estació d'autobús · Servei d'autobús urbà |
| Bellvitge                   | L'Hospitalet de Llobregat |                  | Servei d'autobús urbà                                             |
| El Prat de Llobregat        | El Prat de Llobregat      |                  | Aparcament · Ascensor · Estació d'autobús · Servei d'autobús urbà |
| Viladecans                  | Viladecans                |                  | Aparcament · Ascensor · Servei d'autobús urbà                     |
| Gavà                        | Gavà                      |                  | Ascensor · Servei d'autobús urbà                                  |
| Castelldefels               | Castelldefels             |                  | Aparcament · Ascensor · Servei d'autobús urbà                     |
| Platja de Castelldefels     | Castelldefels             |                  | Ascensor · Servei d'autobús urbà                                  |
| Sitges                      | Sitges                    |                  | Servei d'autobús urbà                                             |
| Vilanova i la Geltrú        | Vilanova i la Geltrú      |                  | Aparcament · Servei d'autobús urbà                                |
| Cubelles                    | Cubelles                  |                  | Servei d'autobús urbà                                             |
| Cunit                       | Cunit                     |                  | Aparcament                                                        |
| Segur de Calafell           | Calafell                  |                  |                                                                   |
| Calafell                    | Calafell                  |                  |                                                                   |
| Sant Vicenç de Calders      | El Vendrell               |                  | Aparcament                                                        |
| Torredembarra               | Torredembarra             |                  |                                                                   |
| Altafulla-Tamarit           | Altafulla                 |                  | Aparcament                                                        |
| Tarragona                   | Tarragona                 |                  | Aparcament · Servei d'autobús urbà                                |
| Vila-seca                   | Vila-seca                 |                  | Aparcament                                                        |
| Reus                        | Reus                      |                  | Aparcament · Servei d'autobús urbà                                |
| Les Borges del Camp         | Les Borges del Camp       |                  | Aparcament                                                        |
| Riudecanyes - Botarell      | Riudecanyes               |                  | Aparcament                                                        |
| Duesaigües–L'Argentera      | L'Argentera               |                  |                                                                   |
| Pradell                     | Pradell                   |                  |                                                                   |
| Marçà - Falset              | Marçà                     |                  | Aparcament                                                        |
| Capçanes                    | Capçanes                  |                  |                                                                   |
| Els Guiamets                | Els Guiamets              |                  |                                                                   |
| Móra la Nova                | Móra la Nova              |                  | Aparcament · Servei d'autobús urbà                                |
| Ascó                        | Ascó                      |                  |                                                                   |
| Flix                        | Flix                      |                  | Aparcament                                                        |
| Riba-roja d'Ebre            | Riba-roja d'Ebre          |                  | Aparcament                                                        |